# Peter De Wint

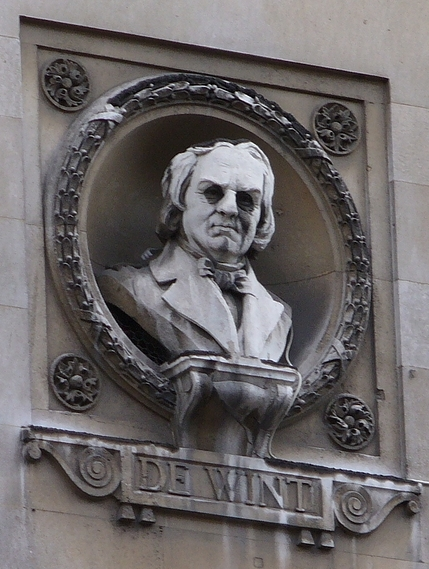
Porträtbüste von Peter de Wint, Piccadilly, London. Royal Institute of Painters in Water Colour

Peter De Wint (* 21. Januar 1784 in Stone, Staffordshire, England; † 30. Januar 1849 in London) war ein englischer Landschaftsmaler und einer der führenden Aquarellisten des frühen 19. Jahrhunderts.

## Leben
Peter de Wint wurde in Stone, Staffordshire, als Sohn eines Arztes niederländischer Herkunft geboren, der von New York nach England ausgewandert war, um Medizin zu studieren. Peter sollte den Beruf seines Vaters ergreifen, wurde aber stattdessen Künstler. Im Jahr 1802 ging er in London bei dem Kupferstecher John Raphael Smith in die Lehre. Im Jahr 1806 gab er seine Lehre für den Preis von 18 Ölgemälden auf und richtete sich mit seinem Mitschüler William Hilton ein Atelier ein. In dieser Zeit wird er Thomas Monro vorgestellt, in dessen Haus er studiert und von den Aquarellen Turners und Girtins fasziniert ist.
Peter De Wint stellte 1807 zum ersten Mal in der Royal Academy und im folgenden Jahr in der Gallery of Associated Artists in Watercolours aus. 1809 wurde er in die Royal Academy Schools aufgenommen. Im Jahr 1810 wurde er zum assoziierten Mitglied der Old Watercolour Society gewählt und ein Jahr später zum Vollmitglied. Zu dieser Zeit war er bereits ein etablierter Zeichenlehrer und verbrachte seine Sommer damit, wohlhabende Familien in der Provinz zu unterrichten. Er besuchte häufig die Heimatstadt seiner Frau, Lincoln, und viele seiner Landschaftspanoramen und Heuszenen sind in Lincolnshire angesiedelt. Gelegentlich unternahm er Reisen nach Wales und 1828 in die Normandie. Er starb 1849 in London an den Folgen einer schweren Bronchitis.

## Werk

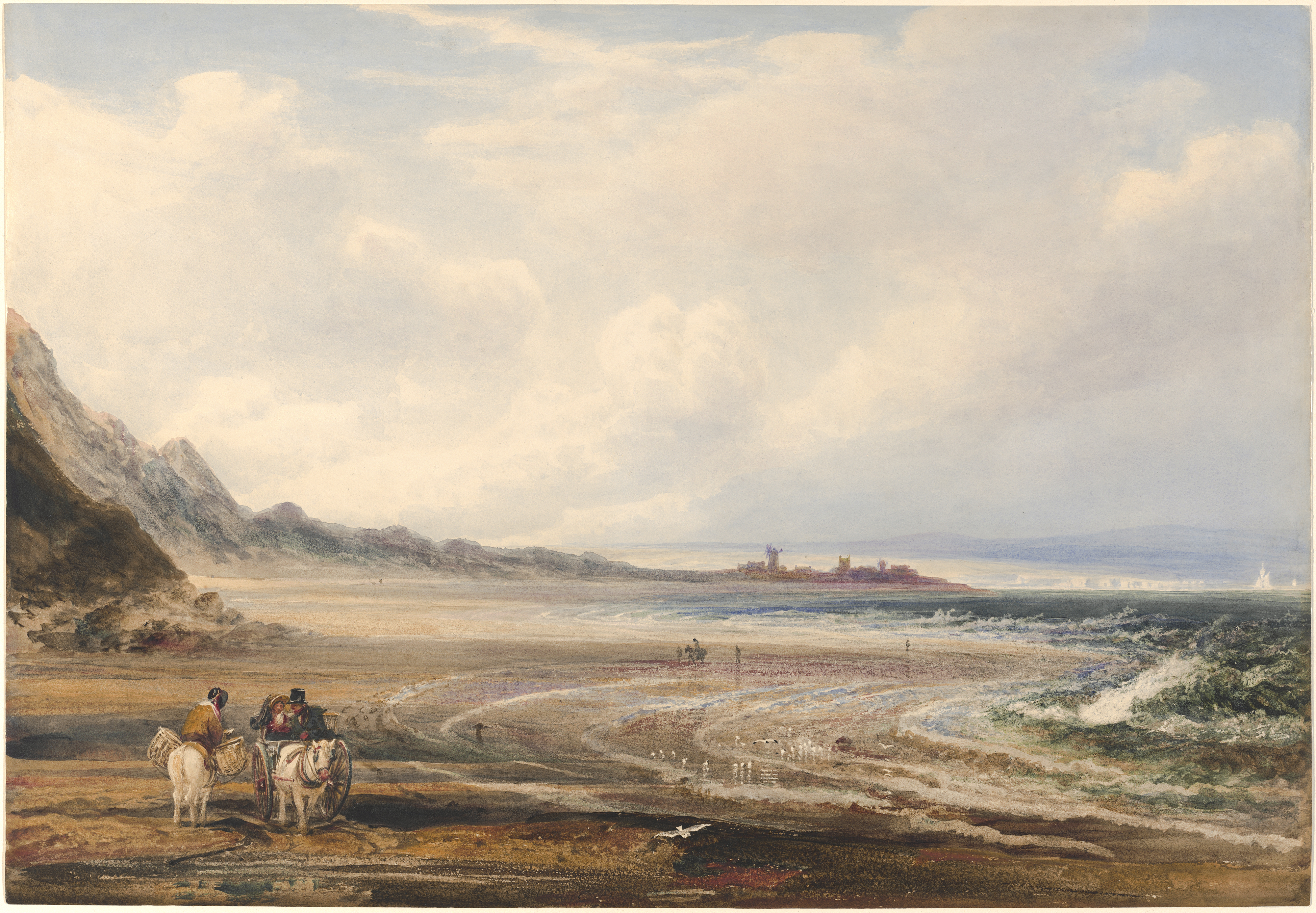
Peter De Wint, Travelers on the Sands near Redcar, 1838. National Gallery of Art, Washington D.C.

Peter De Wint ist vor allem für seine Aquarelle bekannt, die sich durch breite Lavierungen und eine warme, erdige Farbpalette auszeichnen. Seine bevorzugten Motive waren ländliche Szenen, Flusslandschaften und Stadtansichten wie Lincoln. Viele seiner Werke zeigen eine idealisierte Natur, in der industrielle Entwicklungen bewusst ausgeblendet werden. Seine Werke zeichnen sich durch eine lockere Pinselführung und eine harmonische Komposition aus.